# Han Sun-hi
Han Sun-hi, född 3 maj 1955, är en nordkoreansk bågskytt. Hon deltog vid olympiska sommarspelen 1976.